# Mateusz (Szewczuk)
Mateusz, imię świeckie Wołodymyr Iwanowycz Szewczuk (ur. 6 września 1973 w Sokalu) – biskup Ukraińskiego Kościoła Prawosławnego Patriarchatu Kijowskiego, od 2018 r. Kościoła Prawosławnego Ukrainy.

## Życiorys
Pochodzi z rodziny robotniczej. W 1992 podjął naukę w seminarium duchownym w Kijowie, w tym samym roku został posłusznikiem w monasterze św. Teodozjusza w Kijowie, należącym do Patriarchatu Kijowskiego. 13 grudnia tego samego roku złożył w tejże wspólnocie wieczyste śluby mnisze, przyjmując imię Mateusz, następnie przyjął święcenia diakońskie. 9 lutego 1993 został wyświęcony na hieromnicha. Od maja 1993 do lutego 1994 żył w monasterze św. Mikołaja w Bohusławiu. W kwietniu 1994 został proboszczem cerkwi św. Michała Archanioła w Werbie (obwód wołyński), zaś w listopadzie 1995 – soboru św. Jerzego we Włodzimierzu. W 1996 ukończył Wołyńskie Seminarium Duchowne w Łucku, zaś w 2000 – Lwowską Akademię Duchowną. W 2006 ponownie zamieszkał w monasterze św. Teodozjusza w Kijowie.
17 grudnia 2006 w soborze św. Włodzimierza w Kijowie przyjął chirotonię biskupią, przyjmując tytuł biskupa drohobyckiego i samborskiego. W 2012 został wikariuszem eparchii wołyńskiej z tytułem biskupa włodzimiersko-wołyńskiego.
W styczniu 2017 r. został ordynariuszem nowo powstałej eparchii włodzimiersko-wołyńskiej, z tytułem biskupa włodzimiersko-wołyńskiego i turzyskiego.